# Phrurotimpus subtropicus
Phrurotimpus subtropicus är en spindelart som beskrevs av Ivie och Barrows 1935. Phrurotimpus subtropicus ingår i släktet Phrurotimpus och familjen flinkspindlar. Inga underarter finns listade i Catalogue of Life.